# Fundação Gorbachev
A Fundação Gorbachev (russo: Горбачёв-Фонд, Gorbachyov-Fond) é uma organização sem fins lucrativos com sede em Moscou, fundada pelo ex -líder soviético Mikhail Gorbachev em dezembro de 1991 e começou seu trabalho em janeiro de 1992. A fundação é ativa na pesquisa do Era da Perestroika, questões atuais da história e política russas. Era financiado por Mikhail Gorbachev e doações de pessoas e empresas.

## Projetos de fundação
- O Clube Raisa Maximovna (lançado em 1997)
- Cúpula Mundial dos Prêmios Nobel da Paz
- Green Cross International (escritório nacional russo)
- O mundo global do século XXI: desafios e respostas
- A Universidade de Calgary - a Fundação Gorbachev (1993-2003)
- Documentário História da Perestroika
- Mikhail Gorbachev depois do Kremlin: um registro de eventos e atividades sociopolíticas
- Mesa Redonda de Especialização
- As leituras de Gorbachev
- O Centro de Relações Públicas

## Estrutura de fundação
- Presidente – Mikhail Sergeyevich Gorbachev
- Vice-presidente – Irina Mikhailovna Gorbacheva-Virganskaya
- Os Arquivos
- A biblioteca
- Exposição Mikhail Gorbachev: Vida e Reformas